# Berkeley sockets
Berkeley sockets (nebo také BSD sockets) jsou v informatice název počítačové knihovny disponující API pro internetové sockety a Unix domain sockety, které jsou používány pro meziprocesovou komunikaci (IPC).

## Historie
BSD sockets se poprvé objevily v operačním systému Unix BSD verze 4.2, který byl uvolněn v roce 1983. Aktuálně je implementace BSD sockets dostupná v každém moderním operačním systému a jedná se tak o standard v rámci připojování k Internetu.

### C a další programovací jazyky
API BSD sosckets je psáno v jazyce C. Dostupné je i v dalších jazycích, nicméně i tyto implementace vycházejí většinou z implementace pro jazyk C.

## Hlavičkové soubory
Rozhraní Berkeley sockets je definováno v několika hlavičkových souborech. Jména a obsah souborů se může mírně lišit dle implementace, obecně jsou to ale tyto soubory:
<sys/socket.h>Základní funkce a datové struktury BSD sockets.
<netinet/in.h>Adresy AF INET a AF INET6 a k nim odpovídající protokoly PF_INET and PF_INET6. Používají se běžně na internetu a obsahují IP adresy a čísla portů TCP a UDP.
<sys/un.h>Skupina adres PF_UNIX/PF_LOCAL. Používá se pro lokální komunikaci v rámci jednoho stroje.
<arpa/inet.h>Funkce pro manipulaci s číselnými IP adresami.
<netdb.h>Funkce pro překlad jmen protokolů a jmen hostů do jejich číselné podoby. Využívá k tomu lokální data i DNS.

## Funkce socket API

Příklad ustavení spojení s využitím BSD sockets.

Níže je uveden výpis funkcí, které nabízí API BSD sockets:
- socket() vytváří nový socket daného typu, identifikovaný celým číslem, s alokovanými systémovými prostředky.
- bind() je obvykle používán na straně serveru a typicky spojuje lokální port s IP adresou.
- listen() se používá na straně serveru uvádí TCP socket do stavu listen.
- connect() se používá na straně klienta a přiřazuje volný lokální port k socketu. V případě TCP socketu vytvoří nové TCP spojení.
- accept() se používá na straně serveru. Potvrzuje příchozí požadavek na ustavení nového TCP spojení od vzdáleného klienta a vytváří nový socket.
- send() a recv(), nebo write() a read(), nebo sendto() a recvfrom(), se používají pro odesílání a přijímání dat z/na vzdálený socket.
- close() požádá systém o uvolnění prostředků, které měl socket alokované. V případě TCP je spojení přerušeno.
- gethostbyname() a gethostbyaddr() se používají pro vzájemný překlad jmen hostů a adres. Podporováno je pouze IPv4.
- select() je využíván k čekání, než bude socket nebo seznam socketů připraven.
- poll() se používá ke kontrole stavu socketu ze skupiny socketů. Skupina může být kontrolována, zda je možné do některého socketu zapsat, číst z něj, nebo zda nenastala nějaká chyba.
- getsockopt() umožňuje získat aktuální stav dané vlastnosti socketu.
- setsockopt() umožňuje nastavit hodnotu dané vlastnosti socketu.